# Plappeville
Plappeville je francouzská obec v departementu Moselle v regionu Grand Est. V roce 2013 zde žilo 2 066 obyvatel.

## Poloha
Sousední obce jsou: Le Ban-Saint-Martin, Lessy, Lorry-lès-Metz, Mety a Scy-Chazelles.

## Vývoj počtu obyvatel
Počet obyvatel